# Нальоти
Нальоти, наліти рос. налеты, англ. deposits, films, нім. Anflüge m pl, Anstriche m pl, Beläge m pl, Beschläge m pl, Überkrustungen f pl — мінеральні агрегати, які представлені тонкими кірочками і присипками, що утворилися виділеннями з газів при вулканічних процесах або шляхом інсоляції на поверхні ґрунтів у посушливих районах.